# Кирилюк Григорій Васильович
Григо́рій Васи́льович Кирилю́к (* 16 травня 1912, Тетіїв — † 1993) — український письменник публіцистичного напряму. Член Спілки письменників України, лауреат Івано-Франківської обласної літературної премії Мирослава Ірчана.

## Життєпис
Не оминуло лихоліття Голодомору і його родини — померли в тому часі та багато родини.
Закінчив семирічку, по тому навчався в Харківському технікумі книжкової торгівлі, одночасно — на вечірньому відділенні Київського педагогічного університету.
1937 року в виданні «Комсомолець України» виходить його перше оповідання «Жовніри».
Служив у прикордонних військах СРСР, де його й застала Друга світова війна. Фронтовий шлях закінчив у званні капітана. Нагороджений орденом Червоної Зірки, медалями «За відвагу» та «За бойові заслуги».
Після звільнення із строкової служби оселився у Івано-Франківську.
Писав статті, памфлети, фейлетони. Сіллю землі його прозових творів є буденне життя прикордонників, простих людей землі Прикарпаття:
- збірка оповідань «Доля Василя Турича»,
- «Бувальщина прикордонника Гриви»,
- «Легенда про Ведмедя»,
- «Тюльпани Залізних гір».

Заразом писав і для дітей — видана збірка його п'єс для лялькових театрів «Диво-камінь».
Не зважаючи на те, що він, безперечно, був людиною свого часу, проте і в часах брежнєвщини він знаходив у собі потребу писати слово захисту українській мові, доводив необхідність переважання в репертуарах театрів Івано-Франківська української класики.
16 травня 2012 року врочисто відкрито пропам'ятну дошку на приміщенні, в якому він протягом 1973—1993 років проживав.